# Tajmyrský zapovědnik
Tajmyrský zapovědnik (rusky Tаймырский государственный природный биосферный заповедник) je přírodní rezervace v severní části Krasnojarského kraje. Byla založen na základě rozhodnutí Rady Ministrů Ruské sovětské federativní socialistické republiky dne 23. února 1979. Tajmyrský zapovědnik je jednou z největších přírodních rezervací v Rusku. Skládá se ze čtyř vzájemně oddělených částí na arktickém Tajmyrském poloostrově. V roce 1995 mu UNESCO udělila status biosférické rezervace.

## Popis
Sibiřský Tajmyrský poloostrov je nejsevernější částí souvislé pevniny na zemi. Odděluje Karské moře na západní části poloostrova od Moře Laptěvů na východě poloostrova. Od jihozápadu na severovýchod poloostrova se rozkládá pohoří Byrranga, ve vyšších polohách je částečně pokryto ledovcem. Na jih od pohoří se nachází Severosibiřská nížina.
Jádrová zóna zapovědniku se skládá ze čtyř oddělených samostatných částí s rozlohou 17 815 km2. K němu patří 9 378 km2 ochranné zóny „Bikada“, které bylo vytvořeno v roce 1975, aby se v ní mohli usídlit pižmoni jejichž počet od té doby značně vzrostl. Hlavní část rezervace s rozlohou 13 240,42 km2 se nachází v tundře na hranici mezi pohořím Byrranga a Severosibiřskou nížinou. Rozprostírá se západního okraje Tajmyrského jezera asi 200 km na jihozápad přes plochou krajinu, jejíž reliéf je utvářen morénami na jih od horního toku Tajmyry až k ústí řeky Logata. Na sever od horního toku Tajmyry se nachází v pohoří Byrranga 112 metrů hluboké jezero Lewinson Lessinga. Na 156 km2 velké ploše oblasti Ary-Mas, která se nachází vysoko položené říční terase Novajy, se rozkládá nejsevernější les světa, ve kterém roste modřín dahurský. Oblast Lukunski o rozloze 90,55 km2 se nachází v údolní nivě řeky Chatanga. Teprve v roce 1994 byla rezervace rozšířena o území o rozloze 4 332 km2 v Artičeski u zálivu Marie Prončiščevové v Moři Laptěvů. Oblast zahrnuje Prončiščevské jezero o rozloze 370 km2 u moře při pobřeží. Má charakter polární pouště.

## Klima
V zapovědniku je subarktické kontinentální klima. Průměrná červencová teplota v jižní části je 12,3 °C, u jezera Tajmyr 6,5 °C a na pobřeží zálivu Marie Prončiščevové 4 °C, průměrná teplota v lednu je -30 až -40 °C. Roční úhrn srážek je 200 až 300 mm, nejdeštivější měsíce jsou srpen a září.

## Fauna
V Zálivu Marie Prončiščevové je kolonie mrožů ledních o počtu 1200 jedinců. V oblasti Artičeski je také chovná oblast pro 40 až 50 ledních medvědů a rodiště vzácných mořských ptáků. V centrální části rezervaci, v tundře žijí především sobi a polární lišky. Z tažných ptáků se zde vyskytuje berneška rudokrká, husa polní a sokol stěhovavý.